# Cultura de Uganda

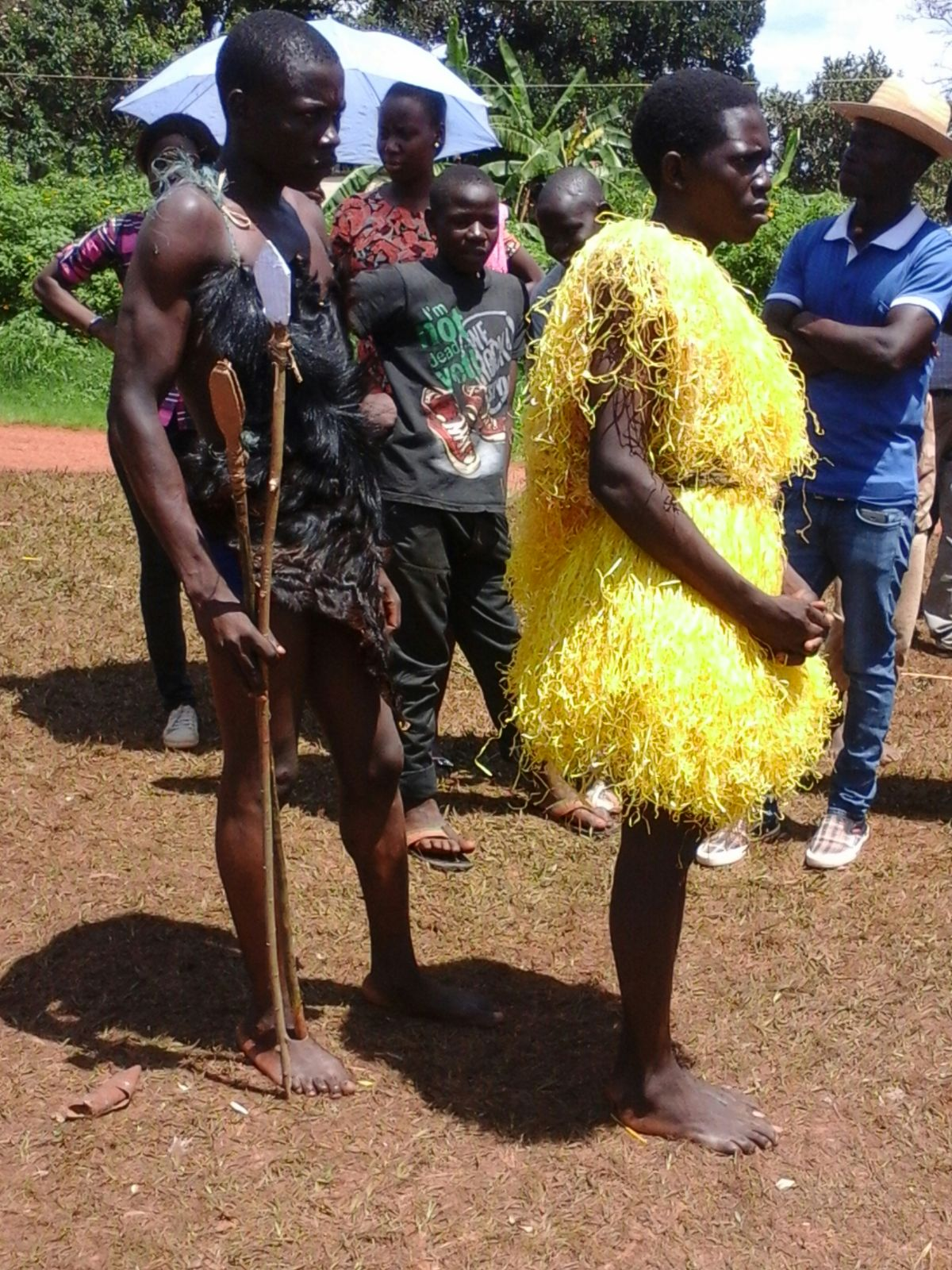
Imagen

La cultura de Uganda está compuesta por el aporte de una amplia gama de grupos étnicos. El lago Kyoga marca el límite norte para los hablantes de las lenguas bantúes, quienes dominan gran parte del este, centro y sur de África. En Uganda esto incluye a los Baganda y muchas otras tribus. En el norte viven los Lango y los Acholi, quienes hablan lenguas nilóticas. Hacia el este se encuentran los Iteso y Karamojong, quines hablan una lengua nilótica. Algunos pigmeos viven aislados en las selvas del oeste de Uganda o no

## Religión
El 85% de la población de Uganda es cristiana. Con anterioridad había un grupo importante de sikhs e hindúes en el país, hasta que los asiáticos fueron expulsados en 1972 por Idi Amin, como consecuencia de un sueño que tuvo. En la actualidad muchos están regresando movidos por una invitación del nuevo presidente, Yoweri Museveni. También hay grupos de musulmanes.

## Idiomas
Uganda es etnológicamente diverso, con por lo menos cuarenta idiomas en uso. El luganda es el idioma más común. El inglés es el idioma oficial de Uganda, a pesar de que solo una proporción relativamente pequeña de la población lo habla. El acceso al poder político y económico es casi imposible si no se domina ese idioma. La lengua franca de África oriental, el suajili, está relativamente generalizada como lengua del comercio y fue hecha lengua oficial de Uganda en septiembre de 2005. Luganda, una lengua muy extendida en el centro de Uganda, ha sido el idioma oficial vernáculo en la educación en Uganda central desde hace mucho tiempo.

## Vestimenta
En Uganda, los hombres suelen utilizar la vestimenta nacional que se denomina kanzu. Las mujeres de las zonas Central y Oriental de Uganda se visten con un vestido y un pañuelo atado a la cintura y hombros exageradamente voluminosos, este atuendo se denomina gomesi. Las mujeres de la zona occidental y norte se envuelven un trozo de tela que les cubre las caderas y los hombros y que se denomina suuka. Las mujeres de la zona suroeste utilizan polleras largas y amplias y cubren su pecho con un trozo de tela atado a sus hombros.